# 7 (album O.S.T.R.-a)
7 – szósty album polskiego rapera i producenta muzycznego O.S.T.R.-a. Ukazał się 24 lutego 2006 roku. Na płycie znalazły się 22 utwory. Na płycie raper odszedł od jazzowego brzmienia znanego na jego poprzednich płytach.
Nagrania dotarły do 2. miejsca listy OLiS. W 2006 roku album uzyskał nominację do nagrody polskiego przemysłu fonograficznego Fryderyka w kategorii „najlepszy album hip-hop/R&B”.

## Lista utworów
Opracowano na podstawie materiału źródłowego.
1. „Intro” (produkcja: O.S.T.R.) – 5:37[A]
2. „Uwolnij to w sobie” (produkcja: O.S.T.R.) – 3:21
3. „Klub” (produkcja: O.S.T.R.) – 4:12
4. „Biegnij” (produkcja: O.S.T.R.) – 2:55
5. „Mówię co widzę” (produkcja: O.S.T.R.) – 3:17[B]
6. „Złość” (produkcja: O.S.T.R.) – 3:40
7. „Rugby” (produkcja: O.S.T.R., gościnnie: Kochan) – 3:13
8. „O robieniu bitów” (produkcja: O.S.T.R.) – 2:21
9. „Otwieram drzwi” (produkcja: O.S.T.R.) – 4:18
10. „Milion euro” (produkcja: O.S.T.R.) – 3:28
11. „Wydaj mnie” (produkcja: O.S.T.R., gościnnie: Hryta) – 3:51
12. „Opowieść” (produkcja: O.S.T.R.) – 3:06
13. „Kioskowy skit” (produkcja: O.S.T.R.) – 1:29
14. „Polskie komedie” (produkcja: O.S.T.R.) – 2:49
15. „... (zapomniałem tytułu)” (produkcja: O.S.T.R.) – 4:03
16. „Więcej decybeli by zagłuszyć...” (produkcja: O.S.T.R., Zeus, beatbox: W2B, gościnnie: Zeus) – 5:36[C]
17. „PRL Kontrast” (produkcja: O.S.T.R.) – 3:57
18. „Co się u nas dzieje” (produkcja: O.S.T.R.) – 2:38
19. „Perfect City” (produkcja: O.S.T.R., gościnnie: Dan Fresh, Reps, Tame One) – 3:35[D]
20. „Czy warto” (produkcja: O.S.T.R.) – 3:18
21. „Jedna chwila” (produkcja: O.S.T.R.) – 3:52
22. „Ku krytyce” (produkcja: O.S.T.R.) – 3:00

Notatki
- A^ Z wykorzystaniem sampli pochodzących z piosenki „Try Love Again” w wykonaniu The Natural Four[7].
- B^ Z wykorzystaniem sampli pochodzących z piosenki „You Know I Love You” w wykonaniu Breakwater[8].
- C^ Z wykorzystaniem sampli pochodzących z piosenki „Holy Ghost” w wykonaniu Bar-Kays[9].
- D^ Z wykorzystaniem sampli pochodzących z piosenki „Wszyscy razem – All Together” w wykonaniu Novi Singers[10].